# David Schofield
David Schofield (Manchester, 16 dicembre 1951) è un attore britannico.
È sposato con l'attrice Lally Percy ed ha due figli, Blanche e Fred.
Ha debuttato come attore nel 1972 ed è noto per aver interpretato il senatore Falco ne Il gladiatore (2000) e Ian Mercer in Pirati dei Caraibi - La maledizione del forziere fantasma (2006) e Pirati dei Caraibi - Ai confini del mondo (2007), nonché per aver interpretato il giocatore di freccette alla taverna "L'Agnello Macellato" in Un lupo mannaro americano a Londra (1981).

## Filmografia parziale

### Cinema
- Un lupo mannaro americano a Londra (An American Werewolf in London), regia di John Landis (1981)
- Anna Karenina, regia di Bernard Rose (1997)
- Il gladiatore (Gladiator), regia di Ridley Scott (2000)
- D'Artagnan (The Musketeer), regia di Peter Hyams (2001)
- La vera storia di Jack lo squartatore - From Hell (From Hell), regia di Albert e Allen Hughes (2001)
- Pirati dei Caraibi - La maledizione del forziere fantasma (Pirates of the Caribbean: Dead Man's Chest), regia di Gore Verbinski (2006)
- Pirati dei Caraibi - Ai confini del mondo (Pirates of the Caribbean: At World's End), regia di Gore Verbinski (2007)
- Operazione Valchiria (Valkyrie), regia di Bryan Singer (2008)
- Wolfman (The Wolfman), regia di Joe Johnston (2010)
- Ladri di cadaveri - Burke & Hare (Burke & Hare), regia di John Landis (2010)
- The Deadly Game - Gioco pericoloso (All Things to All Men), regia di George Isaac (2013)
- Mindhorn, regia di Sean Foley (2016)
- L'ora più buia (Darkest Hour), regia di Joe Wright (2017)
- Sei minuti a mezzanotte (Six Minutes to Midnight), regia di Andy Goddard (2020)
- Mad Heidi, regia di Johannes Hartmann e Sandro Klopfstein (2022)

### Televisione
- La nave perduta (Shackleton) – miniserie TV (1982)
- Gioventù ribelle (The Incredible Mrs. Ritchie), regia di Paul Johansson – film TV (2003)
- Merlin – serie TV, episodio 2x10 (2009)
- Da Vinci's Demons – serie TV, 19 episodi (2013-2015)
- Doctor Who – serie TV, episodio 9x05 (2015)
- Padre Brown (Father Brown) – serie TV, episodio 4x01 (2016)
- Undercover – miniserie TV, 4 puntate (2016)
- Rovers – serie TV, episodi 1x03-1x06 (2016)
- The Last Kingdom – serie TV, 3 episodi (2017)
- Press – miniserie TV, 3 puntate (2018)
- Shakespeare & Hathaway (Shakespeare & Hathaway: Private Investigators) – serie TV, episodio 3x02 (2020)
- Unforgotten – serie TV, episodi 4x04-4x06 (2021)
- Hotel Portofino – serie TV, 6 episodi (2024)

## Doppiatori italiani
Nelle versioni in italiano delle opere in cui ha recitato, David Schofield è stato doppiato da:
- Michele D'Anca in Pirati dei Caraibi - La maledizione del forziere fantasma, Pirati dei Caraibi - Ai confini del mondo
- Paolo Marchese in Da Vinci's Demons, Doctor Who
- Luciano Roffi in La vera storia di Jack lo squartatore - From Hell
- Stefano De Sando in Ladri di cadaveri - Burke & Hare
- Gerolamo Alchieri in Operazione Valchiria
- Sergio Di Giulio in Anna Karenina
- Ennio Coltorti ne Il gladiatore
- Gino La Monica in D'Artagnan
- Ambrogio Colombo in Mad Heidi
- Gaetano Lizzio in Wolfman
- Carlo Valli in Merlin
- Antonio Palumbo ne L'ora più buia
- Stefano Oppedisano in Maria Maddalena
- Marco Bonetti in Sei minuti a mezzanotte
- Gianni Giuliano in Hotel Portofino